# Courson-les-Carrières
Pour les articles homonymes, voir Courson et Carrières.
Courson-les-Carrières est une commune française située dans le département de l'Yonne et la région Bourgogne-Franche-Comté. C'était le siège de la communauté de communes de Forterre avant que celle-ci ne fusionne au sein de la communauté de communes de Forterre - Val d'Yonne.

## Géographie
La commune se situe à 23 km au sud de la préfecture du département : Auxerre.

### Communes limitrophes
| Fontenailles                         | Merry-Sec Mouffy      | Charentenay                          |
| Molesmes Druyes-les-Belles-Fontaines | Courson-les-Carrières | Fouronnes Mailly-le-Château Festigny |
| Andryes                              | Surgy (Nièvre)        | Coulanges-sur-Yonne                  |

### Climat
Pour des articles plus généraux, voir Climat de la Bourgogne-Franche-Comté et Climat de l'Yonne.
En 2010, le climat de la commune est de type climat océanique dégradé des plaines du Centre et du Nord, selon une étude du Centre national de la recherche scientifique s'appuyant sur une série de données couvrant la période 1971-2000. En 2020, Météo-France publie une typologie des climats de la France métropolitaine dans laquelle la commune est exposée à un climat océanique altéré et est dans la région climatique  Centre et contreforts nord du Massif Central, caractérisée par un air sec en été et un bon ensoleillement. 
Pour la période 1971-2000, la température annuelle moyenne est de 10,7 °C, avec une amplitude thermique annuelle de 15,9 °C. Le cumul annuel moyen de précipitations est de 822 mm, avec 12,2 jours de précipitations en janvier et 7,5 jours en juillet. Pour la période 1991-2020, la température moyenne annuelle observée sur la station météorologique de Météo-France la plus proche, « Molesmes_sapc », sur la commune de Les Hauts de Forterre à 7 km à vol d'oiseau, est de 11,1 °C et le cumul annuel moyen de précipitations est de 850,3 mm. 
La température maximale relevée sur cette station est de 40,6 °C, atteinte le 25 juillet 2019 ; la température minimale est de −20 °C, atteinte le 9 janvier 1985,,. 
Les paramètres climatiques de la commune ont été estimés pour le milieu du siècle (2041-2070) selon différents scénarios d'émission de gaz à effet de serre à partir des nouvelles projections climatiques de référence DRIAS-2020. Ils sont consultables sur un site dédié publié par Météo-France en novembre 2022.

## Urbanisme

### Typologie
Au 1er janvier 2024, Courson-les-Carrières est catégorisée bourg rural, selon la nouvelle grille communale de densité à sept niveaux définie par l'Insee en 2022.
Elle est située hors unité urbaine. Par ailleurs la commune fait partie de l'aire d'attraction d'Auxerre, dont elle est une commune de la couronne,. Cette aire, qui regroupe 104 communes, est catégorisée dans les aires de 50 000 à moins de 200 000 habitants,.

### Occupation des sols
L'occupation des sols de la commune, telle qu'elle ressort de la base de données européenne d’occupation biophysique des sols Corine Land Cover (CLC), est marquée par l'importance des territoires agricoles (55,4 % en 2018), en diminution par rapport à 1990 (56,2 %). La répartition détaillée en 2018 est la suivante : 
terres arables (49,2 %), forêts (42,5 %), zones agricoles hétérogènes (6,2 %), zones urbanisées (2,1 %). L'évolution de l’occupation des sols de la commune et de ses infrastructures peut être observée sur les différentes représentations cartographiques du territoire : la carte de Cassini (XVIIIe siècle), la carte d'état-major (1820-1866) et les cartes ou photos aériennes de l'IGN pour la période actuelle (1950 à aujourd'hui).

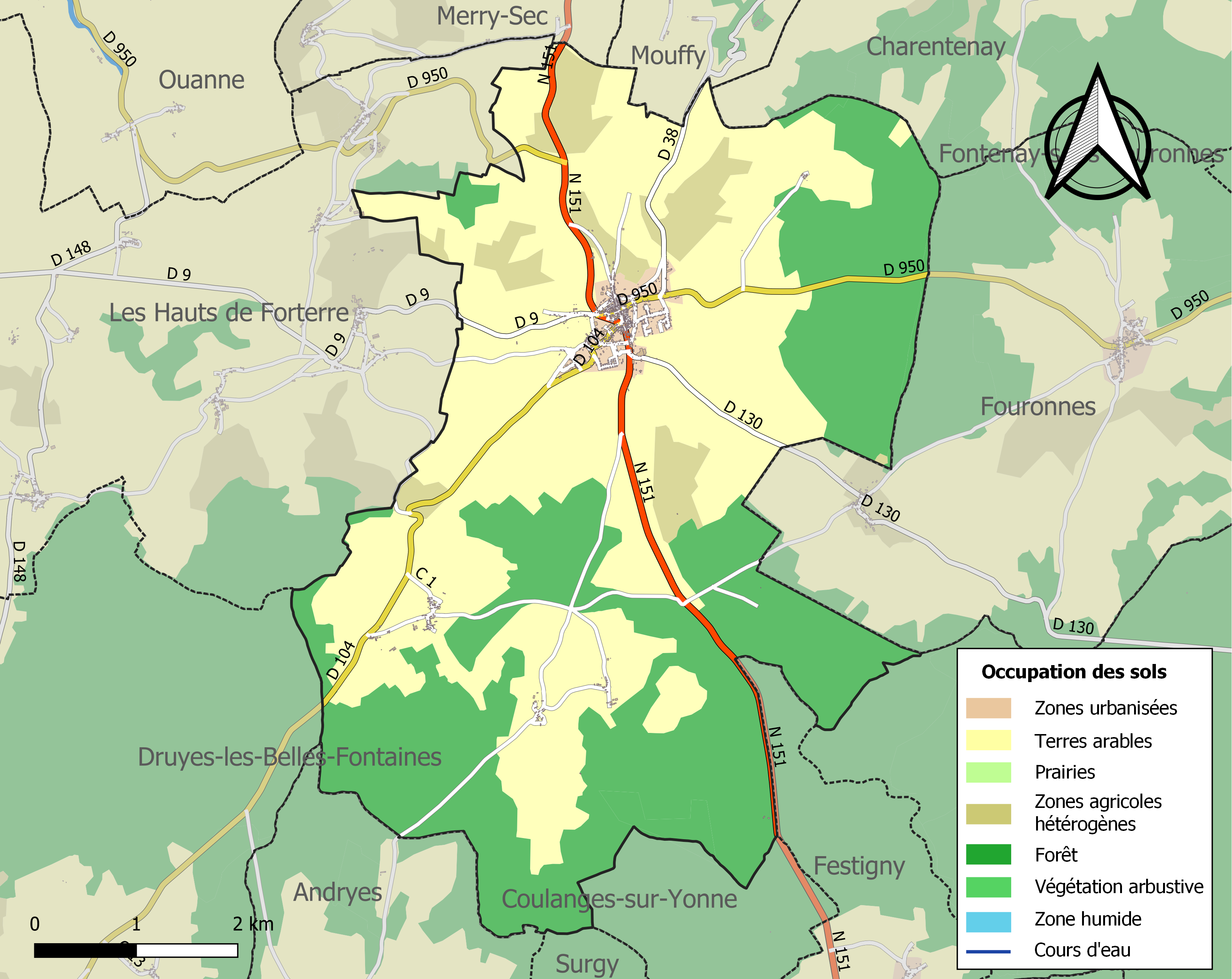
Carte des infrastructures et de l'occupation des sols de la commune en 2018 (CLC).

## Histoire
En 596 le règlement de saint Aunaire, 18e évêque d'Auxerre (572-605), inclut Courçon dans les trente principales paroisses du diocèse.
Le bourg abrite les restes d'un château féodal qui appartenait aux comtes de Nevers et d'Auxerre.
C'est à Courson-les-Carrières que Pierre II de Courtenay reçut en 1216, les ambassadeurs qui lui apportaient la couronne impériale de Constantinople.

## Politique et administration
| Période   | Période  | Identité          | Étiquette | Qualité                        |
| --------- | -------- | ----------------- | --------- | ------------------------------ |
|           |          |                   |           |                                |
| mars 2001 | en cours | Jean-Claude Denos | DVD       | Conseiller général (2004-2011) |

## Population et société

### Démographie
L'évolution du nombre d'habitants est connue à travers les recensements de la population effectués dans la commune depuis 1793. Pour les communes de moins de 10 000 habitants, une enquête de recensement portant sur toute la population est réalisée tous les cinq ans, les populations de référence des années intermédiaires étant quant à elles estimées par interpolation ou extrapolation. Pour la commune, le premier recensement exhaustif entrant dans le cadre du nouveau dispositif a été réalisé en 2006.

En 2022, la commune comptait 895 habitants, en évolution de −4,28 % par rapport à 2016 (Yonne : −1,95 %, France hors Mayotte : +2,11 %).
| 1793  | 1800  | 1806  | 1821  | 1831  | 1836  | 1841  | 1846  | 1851  |
| ----- | ----- | ----- | ----- | ----- | ----- | ----- | ----- | ----- |
| 1 116 | 1 098 | 1 199 | 1 196 | 1 509 | 1 525 | 1 586 | 1 511 | 1 552 |

| 1856  | 1861  | 1866  | 1872  | 1876  | 1881  | 1886  | 1891  | 1896  |
| ----- | ----- | ----- | ----- | ----- | ----- | ----- | ----- | ----- |
| 1 415 | 1 418 | 1 371 | 1 428 | 1 329 | 1 275 | 1 365 | 1 204 | 1 111 |

| 1901  | 1906  | 1911 | 1921 | 1926 | 1931 | 1936 | 1946 | 1954 |
| ----- | ----- | ---- | ---- | ---- | ---- | ---- | ---- | ---- |
| 1 069 | 1 079 | 994  | 835  | 768  | 796  | 820  | 797  | 732  |

| 1962 | 1968 | 1975 | 1982 | 1990 | 1999 | 2006 | 2011 | 2016 |
| ---- | ---- | ---- | ---- | ---- | ---- | ---- | ---- | ---- |
| 671  | 757  | 701  | 682  | 716  | 788  | 853  | 855  | 935  |

| 2021 | 2022 | - | - | - | - | - | - | - |
| ---- | ---- | - | - | - | - | - | - | - |
| 910  | 895  | - | - | - | - | - | - | - |

### Enseignement
Depuis 2008, Courson-les-Carrières dispose d'une nouvelle école maternelle. Il y a aussi trouver une école primaire, ainsi que le collège Jean-Roch-Coignet. De plus, depuis 1998, l'école de musique de Courson permet à l'ensemble des musiciens de la commune de progresser et de jouer en public.

### Vie associative
Il existe des associations culturelles ou sportives : ASF (association sportive de football), Judo Club Coursonnais, Badminton, la clique, loisirs créatifs ou encore Escapade.

### Jumelages
Le village de Courson-les-Carrières n'est jumelé avec aucune ville ou village. Notons toutefois que le pays imaginaire du Groland de l'émission de télévision éponyme inclut un village de ce nom.

## Culture et patrimoine

### Lieux et monuments
- Le château de Courson-les-Carrières.
- Le lavoir.
- La fontaine de la Place du Château.
- Les carrières souterraines.
- L'église.

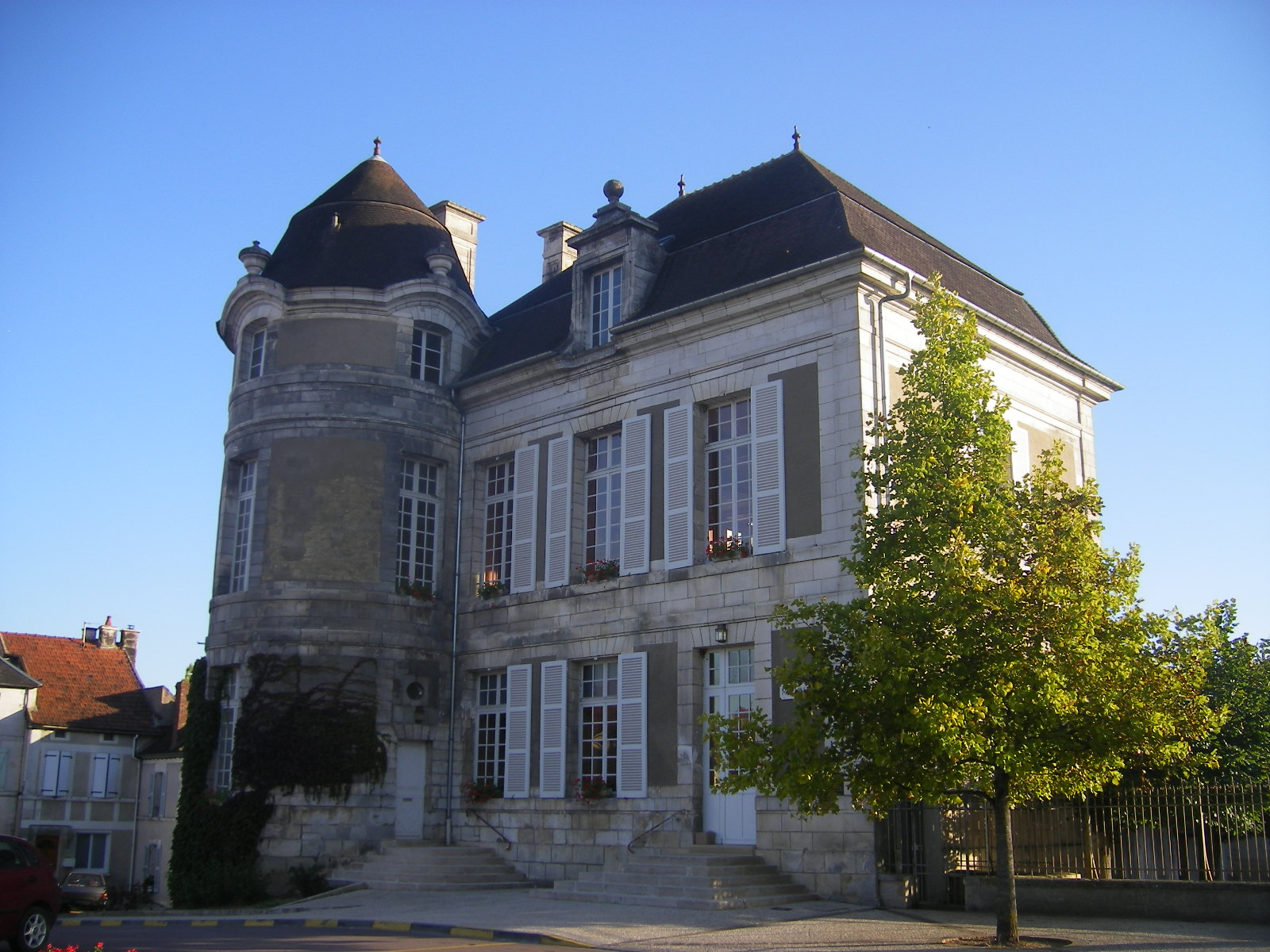
Mairie de Courson-les-Carrières
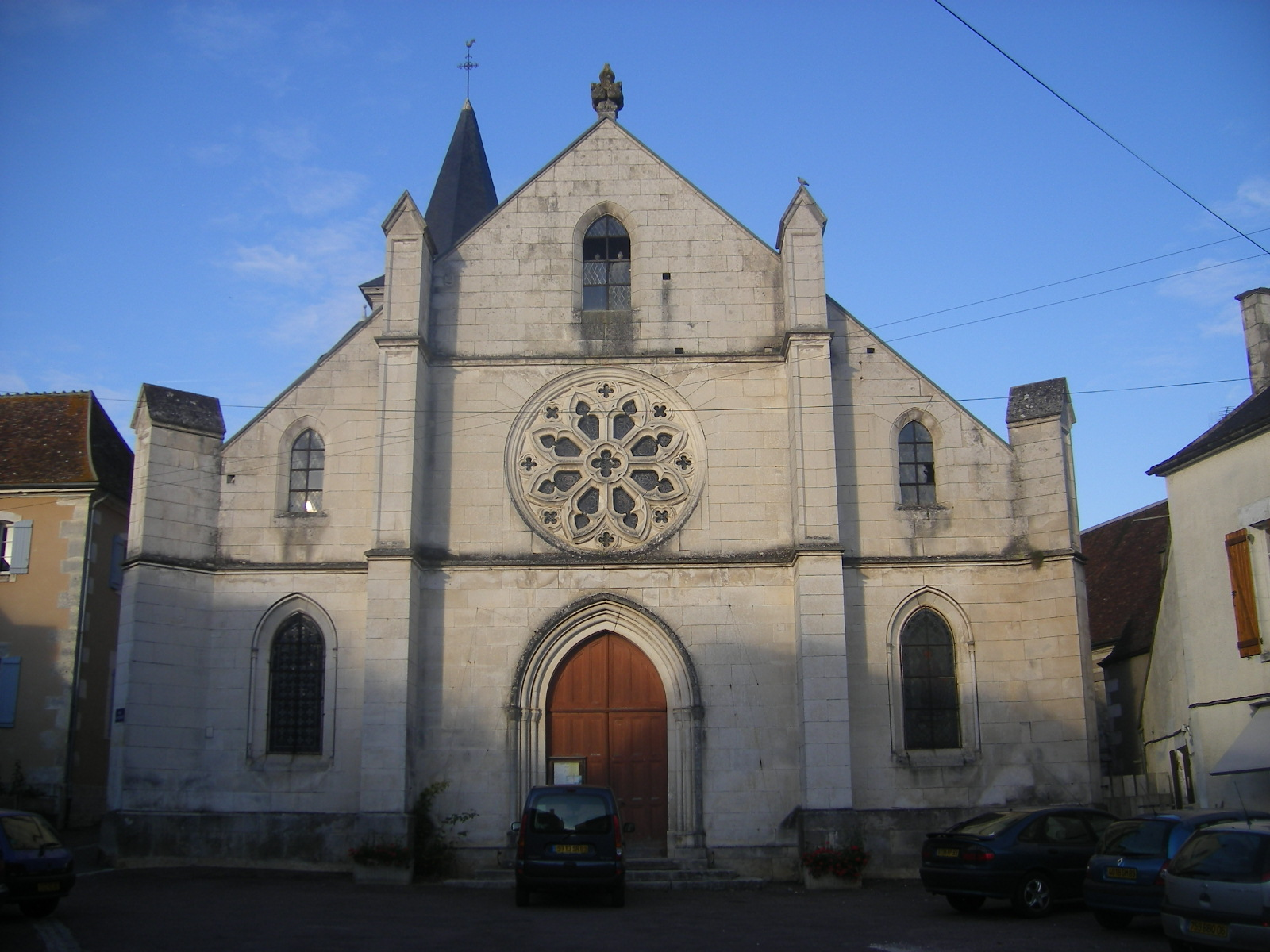
Vue de l'entrée de l'église.
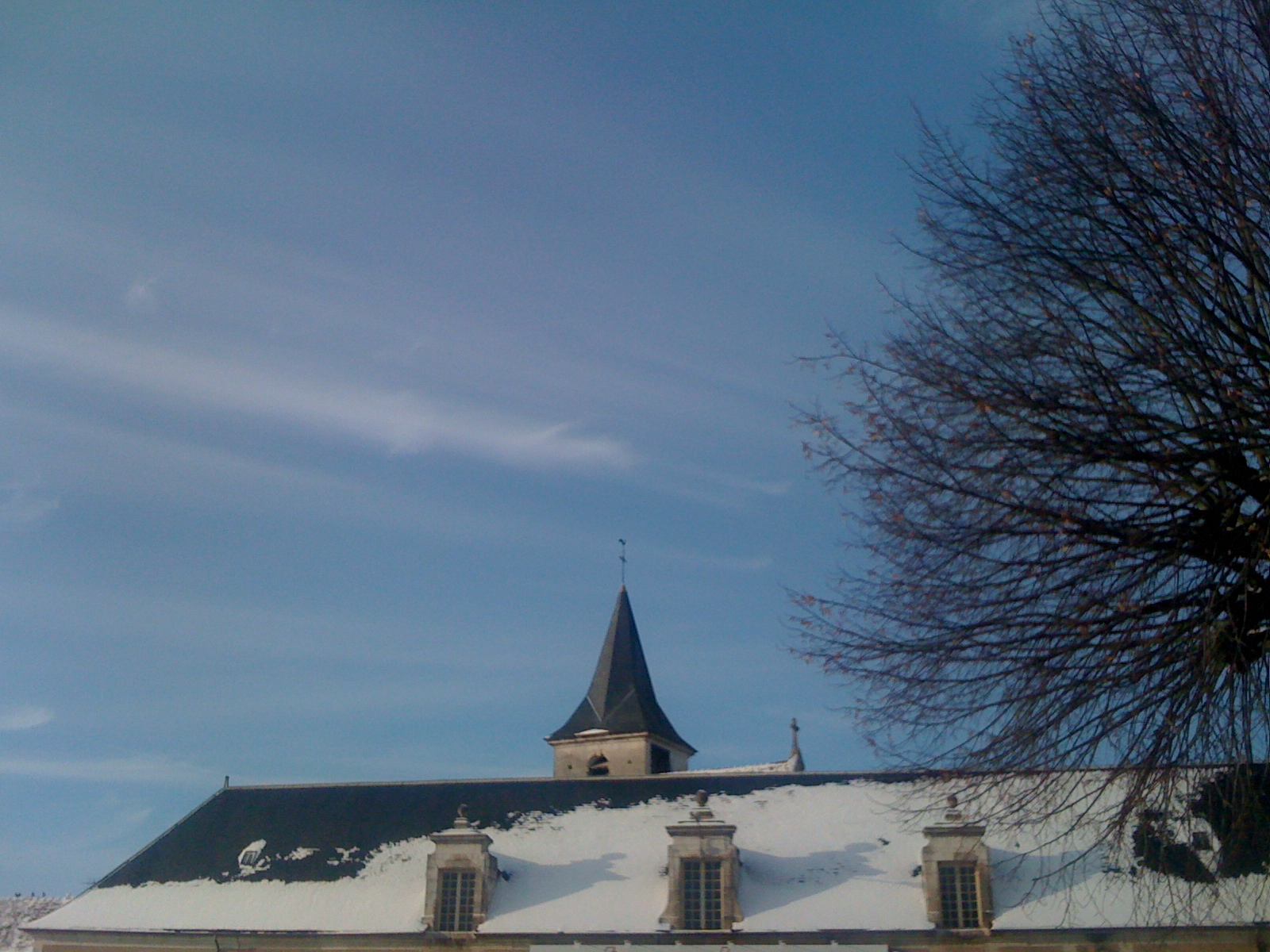
Vue du clocher.

### Culture
Courson-les-Carrières tient son nom du duc de Courson et sa spécialité la taille de pierre. Les tailleurs de pierre de Courson ont fait la réputation de ce petit village de l'Yonne. Les pierres de Courson ont servi à édifier de grands bâtiments et des œuvres d'art. De nombreux peintres comme l'Espagnol Miguel García Vivancos se sont servis du cadre local pour peindre leurs toiles.

### Personnalités liées à la commune
- Pierre de Courson. Conseiller du comte Gui de Nevers depuis 1171 puis du comte Pierre de Courtenay, il est de ce fait l'objet de vives critiques de la part de la Gesta episcoporum Autissiodorensis. On lui reproche sa basse extraction. Il vit en 1194. Il aurait vendu Coulanges-sur-Yonne au comte. Epoux de "A.". Elle vit en 1205[19].
- Gilles de Courson. En 1314, il participe à la Ligue nobiliaire qui s'oppose à Philippe le Bel. Son sceau est un lion à la tête accostée de cinq croissants et à la queue accompagnée d'une coquille. EN 1319, le bailli de Sens doit procéder à son arrestation, car il a enlevé dans les bras de sa mère le fils de Drouin d'Auxerre, et l'a envoyé hors du royaume.
- Auguste Dusautoy, tailleur de Napoléon III, fondateur d'un asile dans son village natal de Courson en 1863 et conseiller général du canton de Courson entre 1864 et 1871.
- Jules Valton (1867 - 1941), skipper français et médaillé olympique, est né dans la commune.
- Henri Jobier (1879 - 1930), escrimeur français et champion olympique, est né dans la commune.